# Gliese 745
Gliese 745 (GJ 745) es un sistema estelar en la constelación de Sagitta, la flecha.
Situado unos 2 minutos de arco al oeste de 1 Sagittae, no es observable a simple vista, ya que la magnitud aparente de las dos componentes del sistema es +10,77.
De acuerdo a la reducción de los datos de paralaje de Hipparcos, está a 28,1 años luz del sistema solar.
Las dos componentes del sistema son subenanas o enanas rojas prácticamente iguales.
Tienen tipo espectral M1VI, aunque también han sido catalogadas como M2.0V.
Su temperatura efectiva es de 3416 ± 50 K y poseen una luminosidad bolométrica —que incluye la luz infrarroja emitida— equivalente al 1,3% de la luminosidad solar.
Gliese 745 A (HIP 93873 / LHS 3432) tiene un radio de 0,34 radios solares.
Gira sobre sí misma con una velocidad de rotación proyectada de 3,0 km/s, lo que conlleva que su período de rotación no supera los 5,72 días.
Gliese 745 B (HIP 93873 / LHS 3433) es apenas un 2% más grande que su compañera, siendo su velocidad de rotación igual o mayor de 2,8 km/s. Su período de rotación es, como máximo, de 6 días.
Las masas de ambas estrellas son muy parecidas aunque no idénticas.
Gliese 745 B tiene una masa equivalente al 35,2% de la masa solar, ligeramente mayor que la de Gliese 745 A.
Las dos estrellas del sistema están visualmente separadas entre sí 115 segundos de arco, lo que corresponde a una separación proyectada de 990 UA.
No se ha observado movimiento orbital alguno y, asumiendo que la órbita fuera circular y estuviera en el plano del cielo, el período del sistema sería de aproximadamente 40.000 años.
Su movimiento a través del espacio indica que son, a diferencia del Sol, viejas estrellas de disco.
Ello viene corroborado por su acusada carencia de metales, siendo el índice de metalicidad del sistema [Fe/H] = -1,03.